# پیز پاتج
پیز پاتج (به انگلیسی: Pease Pottage) یک روستا در بریتانیا است که در ساسکس غربی واقع شده‌است.